# Bengalia yorubana
Bengalia yorubana är en tvåvingeart som först beskrevs av Andy Z. Lehrer 2005.  Bengalia yorubana ingår i släktet Bengalia och familjen spyflugor.
Artens utbredningsområde är Nigeria. Inga underarter finns listade i Catalogue of Life.